# Kapala terminalis
Kapala terminalis är en stekelart som beskrevs av William Harris Ashmead 1892. Kapala terminalis ingår i släktet Kapala och familjen Eucharitidae.
Artens utbredningsområde är:
- Kuba.
- Haiti.

Inga underarter finns listade i Catalogue of Life.